# Frederick Abel
Sir Frederick Augustus Abel (ur. 17 lipca 1827 w Londynie, zm. 6 września 1902 tamże) – angielski chemik i wynalazca, odkrył metodę bezpiecznego wytwarzania bawełny strzelniczej, współtwórca kordytu.

## Życiorys
Syn znanego muzyka i wnuk nadwornego malarza księcia Meklemburgii-Schwerinu. Od wczesnych lat wykazywał zainteresowanie naukami przyrodniczymi pod wpływem stryja, mineraloga A.J. Abela, ucznia Berzeliusza. 
W latach 1845–1851 studiował w Royal College of Chemistry w Londynie, kierowanym przez Augusta von Hofmanna. Po zakończeniu studiów krótko prowadził zajęcia laboratoryjne w Szpitalu św. Bartłomieja w Londynie, a od 1852 roku, jako następca Michaela Faradaya, wykładał chemię w Królewskiej Akademii Wojskowej w Woolwich.  W 1854 roku w tamtejszej akademii objął stanowisko chemika arsenału i został ekspertem Ministerstwa Wojny w dziedzinie amunicji.
Jego pierwszym osiągnięciem było opracowanie metody wytwarzania stabilnej i bezpiecznej bawełny strzelniczej. Polegała one na usuwaniu wszelkich śladów kwasu siarkowego i  kwasu azotowego użytych podczas produkcji, poprzez rozdrabnianie bawełny, wypłukiwania kwasów sodą i suszenie.
Od 1888 roku został przewodniczącym komitetu  państwowego do spraw innowacji w dziedzinie silnych materiałów wybuchowych. W 1889 roku wraz z Jamesem Dewarem wprowadzili nowy materiał wybuchowy - kordyt, będący mieszaniną bawełny strzelniczej oraz nitrogliceryny z dodatkiem kamfory i nafty, jako substancji działających stabilizująco oraz konserwująco.
Autor równania służącego do obliczenia ciśnienia wytwarzanego w czasie wybuchu. Wynalazł noszący jego nazwisko przyrząd do badania nafty, używany powszechnie w I połowie XX wieku. 
W 1891 został uhonorowany tytułem szlacheckim, a w 1893 nadano mu tytuł baroneta.

### Książki
- Handbook of Chemistry (z C. L. Bloxamem)
- Modern History of Gunpowder (1866)
- Gun-cotton (1866)
- On Explosive Agents (1872)
- Researches in Explosives (1875)
- Electricity applied to Explosive Purposes (1884)

Jest również autorem kilku ważnych haseł w dziewiątej edycji Encyklopedii Britannica.